# Cliponville
Cliponville ist eine französische Gemeinde mit 247 Einwohnern (Stand: 1. Januar 2022) im Département Seine-Maritime in der Region Normandie (vor 2016 Haute-Normandie). Sie Teil des Kantons Saint-Valery-en-Caux (bis 2015 Fauville-en-Caux). Die Einwohner werden Cliponvillais genannt.

## Geographie
Cliponville liegt etwa 45 Kilometer ostnordöstlich von Le Havre im Pays de Caux. Umgeben wird Cliponville von den Nachbargemeinden Ancourteville-sur-Héricourt im Norden, Héricourt-en-Caux im Nordosten, Rocquefort im Osten, Envronville im Süden und Südosten, Terres-de-Caux im Westen und Südwesten sowie Thiouville im Nordwesten.

## Bevölkerung
| Bevölkerungsentwicklung   | Bevölkerungsentwicklung | Bevölkerungsentwicklung | Bevölkerungsentwicklung | Bevölkerungsentwicklung | Bevölkerungsentwicklung | Bevölkerungsentwicklung | Bevölkerungsentwicklung | Bevölkerungsentwicklung |
| ------------------------- | ----------------------- | ----------------------- | ----------------------- | ----------------------- | ----------------------- | ----------------------- | ----------------------- | ----------------------- |
| Jahr                      | 1962                    | 1968                    | 1975                    | 1982                    | 1990                    | 1999                    | 2006                    | 2013                    |
| Einwohner                 | 260                     | 248                     | 225                     | 212                     | 216                     | 245                     | 238                     | 277                     |
| Quelle: Cassini und INSEE |                         |                         |                         |                         |                         |                         |                         |                         |

## Sehenswürdigkeiten
- Kirche Saint-Martin aus dem 12. Jahrhundert

## Persönlichkeiten
- Charles Le Bègue de Germiny (1799–1871), Finanzminister